# Панамський метрополітен
Панамський метрополітен (ісп. Metro de Panamá) — система ліній метрополітену у столиці Панами.

## Історія
Метрополітен відкрився 5 квітня 2014, та став першим у країнах Центральної Америки. Початкова ділянка складалася з 11 станцій та 13,7 км. На церемонії урочистого відкриття підземки був присутній президент країни Рікардо Мартінеллі. На будівництво столичного метрополітену, що було завершено у рекордні терміни — за 38 місяців, уряд Панами витратив 1,88 мільярда доларів. Для дотримання безпеки в метро був створений спеціальний підрозділ поліції. Після відкриття ще 3 станцій, довжина Лінії 1 складає 15,8 км з 14 станціями з яких 7 підземних, 6 естакадних та 1 наземна станція. На шлях в один бік йтиме близько 23 хвилин замість двох годин, як це було раніше.
Будівництво повністю естакадної Лінії 2 почалося у вересні 2015 року. Тестовий рух потягів без пасажирів розпочався наприкінці січня 2019 року, офіційно лінія була відкрита в присутності президента Хуана Карлоса Варели 25 квітня 2019 року. Вартість будівництва склала трохи більш 1,8 млрд доларів США, нову лінію обслуговуватимуть 21 п'ятивагонний потяг. До 12 травня 2019 року лінія працювала безкоштовно.

### Хронологія розвитку системи
- 5 квітня 2014 — відкрита початкова дільниця Лінії 1 з 11 станцій та 13,7 км.
- 27 серпня 2014 — на діючій дільниці відкрита станція «Lotería».
- 8 травня 2015 — на діючій дільниці відкрита станція «El Ingenio».
- 15 серпня 2015 — розширення Лінії 1 на північ на 1 станцію та 2,1 км.
- 25 квітня 2019 — відкриття початкової дільниці Лінії 2 з 16 станцій та 21 км.[4]

## Лінії
| №       | Дата відкриття | Останнє продовження | Кількість станцій | Кінцеві станції                 | Довжина в км | Кількість підземних станцій |
| ------- | -------------- | ------------------- | ----------------- | ------------------------------- | ------------ | --------------------------- |
| Лінія 1 | 5 квітня 2014  | 15 серпня 2015      | 14                | «Albrook»-«San Isidro»          | 15,8         | 7                           |
| Лінія 2 | 25 квітня 2019 | —                   | 16                | «San Miguelito»-«Nuevo Tocumen» | 21           | —                           |

## Система
Всі поїзди виготовлені у Франції і оснащені кондиціонерами та системами відеоспостереження. Крім того, вагони спеціально обладнані для осіб з обмеженими можливостями. Потяги першої лінії складаються з трьох вагонів, другу лінію обслуговують п'ятивагонні потяги. На обох лініях потяги живляться від повітряної контактної мережі. Пересадка між лініями здійснюється на станції «San Miguelito». Метрополітен працює з понеділка по суботу з 5:00 до 22:00, в неділю з 7:00 до 22:00.

## Розвиток
Надалі планується будівництво ще кількох гілок метрополітену, причому одна з них має пройти під Панамським каналом. До 2040 року планується що система складатиметься з 9 ліній метро та близько 90 станцій

## Галерея

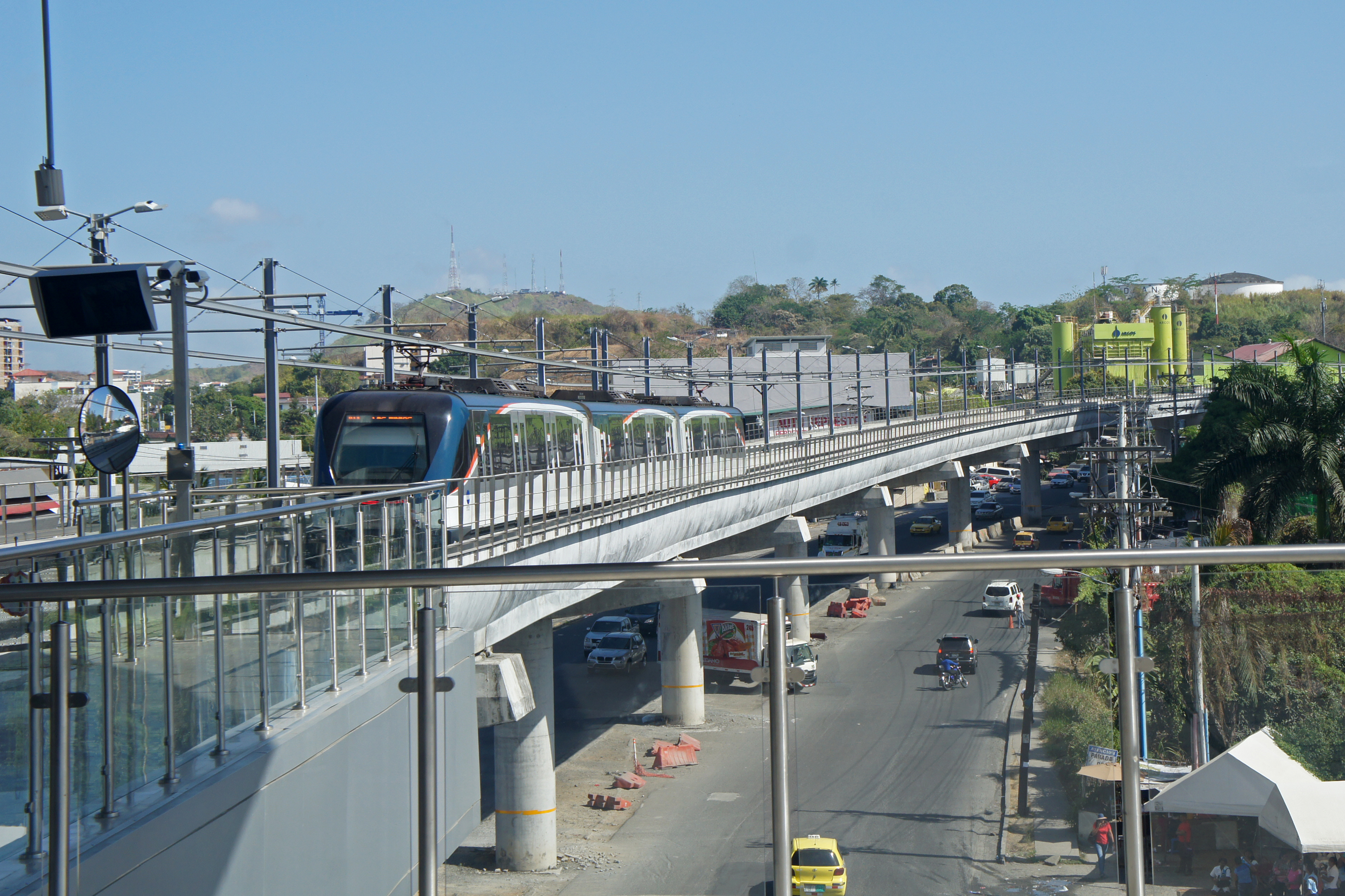
Потяг на естакаді
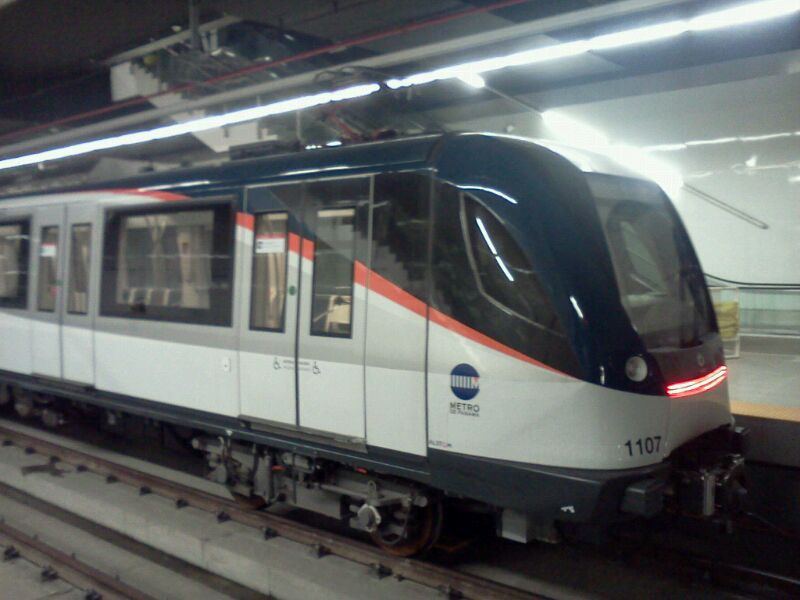
Один з потягів метрополітену
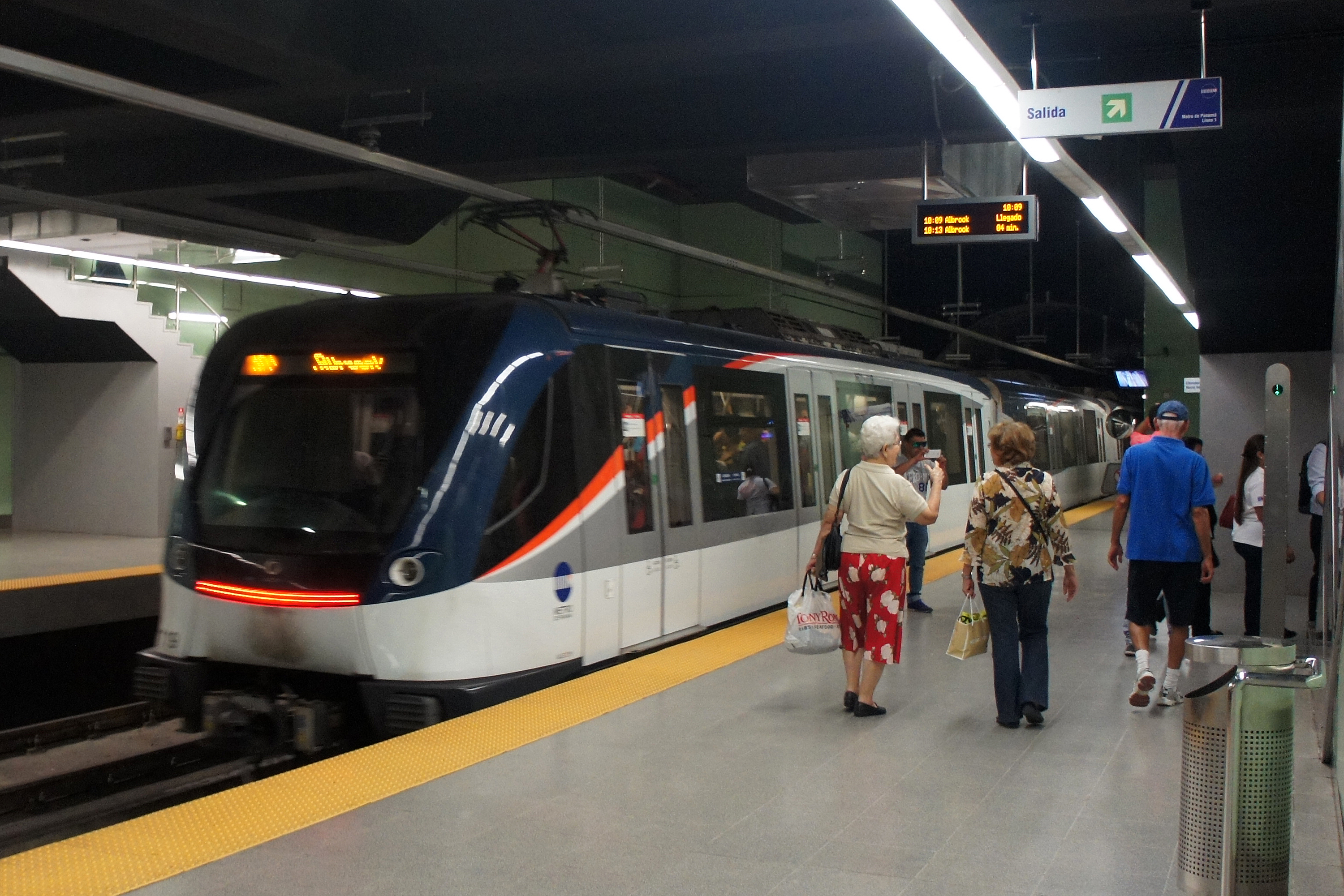
Підземна станція
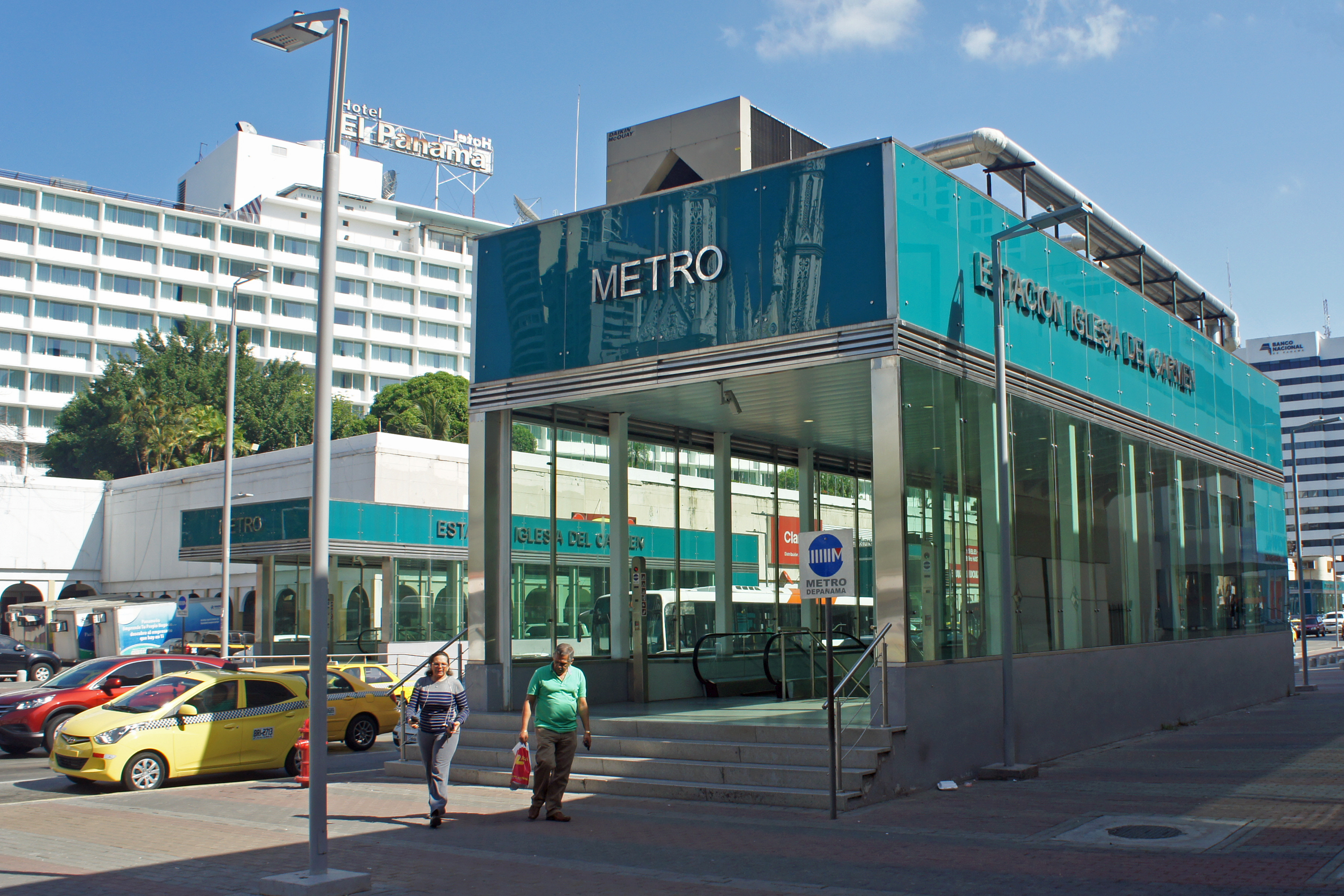
Вихід з метро